# Selta
SELTA è una Business Unit del gruppo Italiano DigitalPlatforms, attivo nel campo delle infrastrutture critiche di rete e della sicurezza. SELTA, nata nel 1972, è dedicata alla progettazione e realizzazione di tecnologie per le smart grid e l'automazione delle reti dell'energia , la comunicazione e collaborazione unificata per il mondo business, le telecomunicazioni e la cyber security.

## Storia
SELTA nasce a Milano nel 1972 con il primo laboratorio dedicato allo sviluppo di apparati per la trasmissione su rete privata e sistemi di automazione. Nel 1980 l'azienda si trasferisce nella sede di Cadeo avviando la produzione di griglie di potenza ad alte prestazioni e di basso consumo. È a partire dal 1982, che SELTA entra anche nel settore delle telecomunicazioni con la creazione di SELTA Telematica, a Porto d'Ascoli, impegnata nella progettazione e produzione di apparati di commutazione digitale e codifica PCM (Pulse Code Modulation). Negli anni seguenti la sede delle operazioni legate alla telefonia viene spostata a Tortoreto in Provincia di Teramo.
Negli anni novanta l'attività dell'azienda continua a riguardare, oltre che apparati e sistemi per le reti elettriche, anche i sistemi di comunicazione e si concentra sulla produzione di PBX con tecnologia ISDN, reti private virtuali e apparati per la comunicazione su tecnologie IP. Dalla fine degli anni novanta, l'azienda inizia ad operare anche nelle tecnologie per le reti di accesso a banda larga, sviluppando prima i sistemi xDSL per la trasmissione veloce di dati su doppino in rame, poi gli apparati FTTCab per supportare lo sviluppo della banda ultra larga basata sull'utilizzo della fibra ottica fino al cabinet stradale.
Gli anni 2000 rappresentano un passaggio importante di SELTA che avvia lo sviluppo di sistemi di comunicazione basati sulla convergenza voce/dati, le tecnologie VoIP e le soluzioni applicative di contact center multimediale. Dal 2010, l'azienda è stata tra le prime in Europa a partecipare a progetti per lo sviluppo di smart grid. Oggi SELTA progetta e commercializza soluzioni per l'automazione e controllo delle reti dell'energia, per la UCCaaS  e la virtualizzazione dei servizi PBX, l'accesso alle reti di telecomunicazione, la cyber security. Dopo un periodo di amministrazione straordinaria iniziato nel 2019, dalla fine del 2021 SELTA è stata acquisita e fa ora parte dal gruppo DigitalPlatforms, DP.

## Aree di attività
SELTA è attiva nel settore delle reti dell'energia, dalla generazione, trasporto e distribuzione elettrica, fino alle reti del gas e dell'acqua. Ha installato oltre 100.000 sistemi di telecontrollo delle cabine secondarie di Enel in Italia ed è il principale fornitore Italiano di Terna, l'operatore che gestisce la rete elettrica di trasporto in Italia. In questo settore SELTA collabora a livello internazionale con le utility principali in Middle East, Nord Africa e parte dei paesi europei.
SELTA inoltre progetta e produce soluzioni per le reti di comunicazione aziendale, dalle piattaforme per la Unified Communications e Collaboration (UCC) in Cloud, alla virtualizzazione dei servizi di IP-PBX, fino alle suite applicative per la convergenza fisso-mobile e la gestione del call center.
Dal 2012, l'azienda ha iniziato ad operare nel mondo della cyber security e più in generale della sicurezza per gli enti della Difesa e gli operatori che gestiscono infrastrutture critiche nazionali attraverso la sede di Roma.